# Monosca
Monosca là một chi bướm đêm thuộc họ Noctuidae.